# Élections législatives de 1997 dans la Haute-Loire
Les élections législatives françaises de 1997 se déroulent les 25 mai et 1er juin 1997. Dans le département de la Haute-Loire, deux députés sont à élire dans le cadre de deux circonscriptions.

## Élus
| Circonscription | Député sortant                            | Parti | Parti    | Député élu ou réélu | Parti | Parti      |
| --------------- | ----------------------------------------- | ----- | -------- | ------------------- | ----- | ---------- |
| 1re             | Serge Monnier suppléant de Jacques Barrot |       | UDF (FD) | Jacques Barrot      |       | UDF (FD)   |
| 2e              | Jean Proriol                              |       | UDF (AD) | Jean Proriol        |       | UDF (PPDF) |

## Résultats

### Résultats à l'échelle du département
| Parti          | Parti                              | Premier tour | Premier tour | Second tour | Second tour | Sièges |
| Parti          | Parti                              | Voix         | %            | Voix        | %           | Sièges |
| -------------- | ---------------------------------- | ------------ | ------------ | ----------- | ----------- | ------ |
|                | Union pour la démocratie française | 42 803       | 40,71        | 58 073      | 53,67       | 2      |
|                | La Droite indépendante             | 3 984        | 3,79         |             |             | 0      |
|                | Droite parlementaire               | 46 787       | 44,50        | 58 073      | 53,67       | 2      |
|                |                                    |              |              |             |             |        |
|                | Parti socialiste                   | 27 856       | 26,49        | 50 130      | 46,33       | 0      |
|                | Parti communiste français          | 7 106        | 6,76         |             |             | 0      |
|                | Les Verts                          | 6 687        | 6,36         | 0           |             |        |
|                | Gauche plurielle                   | 41 649       | 39,61        | 50 130      | 46,33       | 0      |
|                |                                    |              |              |             |             |        |
|                | Front national                     | 14 877       | 14,15        |             |             | 0      |
|                | Mouvement écologiste indépendant   | 1 330        | 1,26         | 0           |             |        |
|                | Extrême gauche                     | 498          | 0,47         | 0           |             |        |
|                |                                    |              |              |             |             |        |
| Inscrits       | Inscrits                           | 158 247      | 100,00       | 158 233     | 100,00      | 2      |
| Abstentions    | Abstentions                        | 44 395       | 28,05        | 41 430      | 26,18       |        |
| Votants        | Votants                            | 113 852      | 71,95        | 116 803     | 73,82       |        |
| Blancs et nuls | Blancs et nuls                     | 8 711        | 7,65         | 8 600       | 7,36        |        |
| Exprimés       | Exprimés                           | 105 141      | 92,35        | 108 203     | 92,64       |        |

### Résultats par circonscription

#### Première circonscription (Le Puy-en-Velay - Yssingeaux)
| Candidat       | Candidat                      | Parti          | Premier tour | Premier tour | Second tour | Second tour |  |
| Candidat       | Candidat                      | Parti          | Voix         | %            | Voix        | %           |  |
| -------------- | ----------------------------- | -------------- | ------------ | ------------ | ----------- | ----------- |  |
|                | Jacques Barrot sortant réélu  | UDF (FD)       | 21 631       | 39,57        | 30 219      | 54,71       |  |
|                | Jean-Paul Thivel              | PS             | 13 239       | 24,22        | 25 013      | 45,29       |  |
|                | Thierry Odier Cénat de L'Herm | FN             | 9 576        | 17,52        |             |             |  |
|                | Bernard Bouet                 | PCF            | 3 180        | 5,82         |             |             |  |
|                | Michèle Faure                 | Les Verts      | 3 052        | 5,58         |             |             |  |
|                | Bruno Favre                   | LDI (MPF)      | 2 161        | 3,95         |             |             |  |
|                | Annick Hugon                  | MÉI            | 1 330        | 2,43         |             |             |  |
|                | Alain Friedel                 | Extrême gauche | 498          | 0,91         |             |             |  |
|                |                               |                |              |              |             |             |  |
| Inscrits       | Inscrits                      | Inscrits       | 81 044       | 100,00       | 81 039      | 100,00      |  |
| Abstentions    | Abstentions                   | Abstentions    | 21 717       | 26,8         | 20 768      | 25,63       |  |
| Votants        | Votants                       | Votants        | 59 327       | 73,2         | 60 271      | 74,37       |  |
| Blancs et nuls | Blancs et nuls                | Blancs et nuls | 4 660        | 7,85         | 5 039       | 8,36        |  |
| Exprimés       | Exprimés                      | Exprimés       | 54 667       | 92,15        | 55 232      | 91,64       |  |

#### Deuxième circonscription (Le Puy-en-Velay - Brioude)
| Candidat       | Candidat                   | Parti          | Premier tour | Premier tour | Second tour | Second tour |  |
| Candidat       | Candidat                   | Parti          | Voix         | %            | Voix        | %           |  |
| -------------- | -------------------------- | -------------- | ------------ | ------------ | ----------- | ----------- |  |
|                | Jean Proriol sortant réélu | UDF (PPDF)     | 21 172       | 41,95        | 27 854      | 52,58       |  |
|                | André Roure                | PS             | 14 617       | 28,96        | 25 117      | 47,42       |  |
|                | Hélène Le Guézennec        | FN             | 5 301        | 10,5         |             |             |  |
|                | Évelyne Valentin           | PCF            | 3 926        | 7,78         |             |             |  |
|                | Pierre Pommarel            | Les Verts      | 3 635        | 7,2          |             |             |  |
|                | Serge Mondani              | LDI (MPF)      | 1 823        | 3,61         |             |             |  |
|                |                            |                |              |              |             |             |  |
| Inscrits       | Inscrits                   | Inscrits       | 77 203       | 100,00       | 77 194      | 100,00      |  |
| Abstentions    | Abstentions                | Abstentions    | 22 678       | 29,37        | 20 662      | 26,77       |  |
| Votants        | Votants                    | Votants        | 54 525       | 70,63        | 56 532      | 73,23       |  |
| Blancs et nuls | Blancs et nuls             | Blancs et nuls | 4 051        | 7,43         | 3 561       | 6,3         |  |
| Exprimés       | Exprimés                   | Exprimés       | 50 474       | 92,57        | 52 971      | 93,7        |  |